# Kunsthaus Graz
Kunsthaus Graz – budynek galerii sztuki zlokalizowany w centrum Grazu (Austria), na narożniku Südtiroler Platz i Lendkai.
Dwupiętrowy obiekt o powierzchni użytkowej 11 000 m² został zaprojektowany przez Petera Cooka i Colina Fourniera, dwóch londyńskich architektów. Wzniesiono go w 2003, w roku gdy Graz był Europejską Stolicą Kultury. Obiekt dobudowano do tzw. Eiseners Haus z połowy XIX wieku, który został zbudowany przez Josefa Benedicta Withalma i był w owym czasie obiektem bardzo nowoczesnym. 
Według różnych interpretacji budynek wykonany z żelbetu i paneli pleksiglasowych, przypomina serce wyjęte z ciała lub krowie wymię. Barwiony na niebiesko pleksiglas kryje pod sobą 900 lamp neonowych, tworząc inteligentną fasadę. Poziom parteru i holu głównego zlokalizowany jest dokładnie na poziomie ulicy, co umożliwia swobodny przepływ pieszych i stanowić ma zachętę do odwiedzania muzeum. 
Obiekt pozbawiony jest stałej kolekcji sztuki, koncentrując się na ekspozycjach czasowych. Na wystawie inaugurującej działalność galerii pokazywano m.in. prace Henryka Stażewskiego. Inni prezentowani tu na różnych wystawach artyści to m.in.: Salvador Dalí, Arnold Böcklin, Albert Oehlen, Maria Lassnig, Liz Larner, Sol LeWitt, John Baldessari i Karel Teige.
Pierwszym dyrektorem galerii był Peter Pakesch, austriacki krytyk i kurator.